# Sozialpflichtigkeit des Eigentums
Die Sozialpflichtigkeit des Eigentums (auch Sozialbindung des Eigentums) bezeichnet in Deutschland einen rechts- und sozialphilosophischen Grundsatz. Im verfassungsrechtlichen Sinne schränkt die Sozialbindung den Schutzbereich des Eigentums gemäß Art. 14 Abs. 1 Grundgesetz (GG) ein, indem Eingriffsrechte im Sinne des Art. 14 Abs. 2 GG verfassungsrechtlich gerechtfertigte Inhalts- oder Schrankenbestimmungen aussprechen.
Vor dem Hintergrund einer grundsätzlichen Anerkennung des Instituts des Privateigentums und einer entsprechenden Verfügungsfreiheit wird gefordert, dass der Gebrauch des Eigentums dem Gemeinwohl nicht zuwiderlaufen, sondern ihm zugutekommen soll.
Neben seiner Thematisierung in der Rechts- und Sozialphilosophie hat der Sozialpflichtigkeitsgrundsatz vor allem in die christliche Soziallehre sowie in verschiedene Verfassungen Eingang gefunden.

## Antike stoische Philosophie
Spuren einer Sozialpflichtigkeitstheorie finden sich bereits in der Antike, etwa in Marcus Tullius Ciceros Schrift De officiis, basierend auf seiner Okkupationstheorie des Eigentums. Gemäß Cicero sollen wir „den gemeinsamen Nutzen in den Mittelpunkt stellen und durch gegenseitige Leistungen, durch Geben und Nehmen, ferner durch Fachkenntnisse, Hilfeleistung und materielle Mittel das Band der Zusammengehörigkeit der Menschen untereinander knüpfen.“ Weiterhin haben stoische Philosophen vor allem zwei liberale Gedanken erarbeitet: 1. Jedes menschliche Individuum ist der natürliche und rechtmäßige Eigentümer mindestens einer Sache – nämlich seiner selbst und 2. Dass die menschliche Natur die einzelnen Menschen dazu bewegt, Privateigentum zu erwerben und miteinander als Eigentümer zu interagieren.

## Rechts- und Sozialphilosophie
Als Vorläufer einer expliziten Sozialbindung ist im 19. Jahrhundert verschiedentlich die „sittliche“ Bindung des Eigentums propagiert worden. So heißt es etwa in der Philosophie des Rechts von Friedrich Julius Stahl: „Das Eigentum ist aber insbesondere und hauptsächlich auch der Stoff für die sittliche Erfüllung der Pflichten des Menschen.“

## Christliche Theologie und Soziallehre
In der Enzyklika Rerum Novarum (1891) zitiert Leo XIII. Thomas von Aquin: „Der Mensch muß die äußern Dinge nicht wie ein Eigentum, sondern wie gemeinsames Gut betrachten und behandeln, insofern nämlich, als er sich zur Mitteilung derselben an Notleidende leicht verstehen soll. Darum spricht der Apostel: ‚Befiehl den Reichen dieser Welt,... daß sie gerne geben und mitteilen.‘“
In Quadragesimo anno (1931) betont Pius XI., dass der Ertrag aus dem Zusammenwirken von Arbeit und Kapital dem allgemeinen Nutzen dienstbar gemacht werden muss.
In der Pastoralkonstitution Gaudium et Spes (1965, Nr. 69) des Zweiten Vatikanums ist der Grundsatz folgendermaßen formuliert: „Gott hat die Erde mit allem, was sie enthält, zum Nutzen aller Menschen und Völker bestimmt; darum müssen diese geschaffenen Güter in einem billigen Verhältnis allen zustatten kommen; dabei hat die Gerechtigkeit die Führung, Hand in Hand geht mit ihr die Liebe. (...) Immer gilt es, achtzuhaben auf diese allgemeine Bestimmung der Güter. Darum soll der Mensch, der sich dieser Güter bedient, die äußeren Dinge, die er rechtmäßig besitzt, nicht nur als ihm persönlich zu eigen, sondern muß er sie zugleich auch als Gemeingut ansehen in dem Sinn, daß sie nicht ihm allein, sondern auch anderen von Nutzen sein können.“

## Deutsches Verfassungsrecht und Rechtsprechung
In der Weimarer Verfassung von 1919 (Art. 153 Abs. 3 WRV) fand die Sozialpflichtigkeit folgenden Niederschlag: „Eigentum verpflichtet. Sein Gebrauch soll zugleich Dienst sein für das Gemeine Beste.“
In Art. 14 Abs. 2 Grundgesetz steht: „Eigentum verpflichtet. Sein Gebrauch soll zugleich dem Wohle der Allgemeinheit dienen.“
In der einschlägigen Rechtsprechung des Bundesverfassungsgerichts ist, neben der Bekräftigung des Eigentums als ein elementares Grundrecht vor dem Hintergrund einer freiheitlichen Ordnung, die Sozialbindung verschiedentlich konkretisiert worden, auch in dem Sinne, dass nicht jedes Eigentum einer solchen Bindung unterliege, sondern nur solches, das soziale Relevanz habe. Darüber hinaus hat das Verfassungsgericht festgelegt, dass Regelungen im Sinne des Art. 14 Abs. 2 GG nicht allein aufgrund von Verwaltungsakten und Rechtsprechung zulässig sind, sondern der Gesetzgebung bedürfen. Außerhalb bestehender gesetzlicher Verpflichtungen leiten sich aus dem deutschen Grundgesetz deshalb keine darüber hinausgehenden Verpflichtungen für Eigentümer ab.
Einen aktuellen Bezug hat der Verfassungsgrundsatz der Sozialpflichtigkeit etwa in der Frage der Vermögensteuer bzw. Maximalbesteuerung entfaltet. Nach einem Urteil des Bundesverfassungsgerichts „ist der Vermögensertrag einerseits für die steuerliche Gemeinlast zugänglich, andererseits muss dem Berechtigten ein privater Ertragsnutzen verbleiben. Die Vermögensteuer darf deshalb zu den übrigen Steuern auf den Ertrag nur hinzutreten, soweit die steuerliche Gesamtbelastung ... in der Nähe einer hälftigen Teilung zwischen privater und öffentlicher Hand verbleibt …“
Ein weiteres Beispiel für Eigentumsobjekte, die in einem sozialen Bezug und in einer sozialen Funktion stehen, sind Mietwohnungen. Es ist Aufgabe des Gesetzgebers, in zwingenden Vorschriften des Wohnraummietrechts die Belange des Vermieters und des Mieters in gleicher Weise zu berücksichtigen und sich jeder einseitigen Bevorzugung oder Benachteiligung zu enthalten. Gesetzgeberische Maßnahmen zur Wohnungsbewirtschaftung sind auch in einer Marktwirtschaft seit jeher eine verfassungsrechtlich verankerte, zulässige Inhaltsbestimmung des sozialpflichtigen Eigentums im Sinne des Art. 14 Abs. 1 Satz 2 GG. Eine Besonderheit der Wohnungsgemeinnützigkeit lag bis 1990 darin, dass auch für den nicht preisgebundenen Wohnraum nur die sogenannte gemeinnützigkeitsrechtliche Kostenmiete berechnet werden durfte.

## Soziale Verantwortung von Unternehmen / Stakeholder Value
Der Sozialpflichtigkeitsgrundsatz im Rahmen der aktuellen wirtschaftsethischen Diskussion zum Thema Corporate Social Responsibility (CSR) steht im Licht einer breiten und weltweiten Aufmerksamkeit. Eigentum in Form von Unternehmen steht im Rahmen dieses Konzeptes in einer gesellschaftlichen Verantwortung. Die Wahrnehmung dieser Verantwortung soll neben der Gewinnerzielungsabsicht und der Rechtsnormenkonformität (Compliance) einen entscheidenden Maßstab für die Führung und Ausrichtung des Unternehmens bilden. Die Dimension der Sozialpflichtigkeit findet auch Berücksichtigung im Stakeholder-Value-Konzept der Unternehmensführung, im Gegensatz zu einer reinen Orientierung am Shareholder Value.
Kritiker dieser Perspektive betonen die soziale Funktion von Unternehmen im System der Marktwirtschaft auch ohne ergänzende CSR-Maßnahmen.